# Penelope Antena
Penelope Antena (Brussel, 2 september 1987), de artiestennaam  van Penelope Moulin, is een Belgische singer-songwriter en muzikante.

## Biografie
Ze werd geboren in Brussel als dochter van zangeres Isabelle Antena en een geluidstechnicus, en volgde op 11-jarige leeftijd haar ouders naar de Cevennen in Zuid-Frankrijk, waar ze een opnamestudio, Cedars Studio, opbouwden. Ze leerde ze zichzelf gitaar, piano en basgitaar spelen.
Ze nam de artiestennaam "Penelope Antena" aan, een verwijzing naar de naam die haar moeder, Isabelle Antena, koos om in 2017 een debuut-ep, Down The Rabbit Hole, uit te brengen, gevolgd door een debuutalbum, Antelope, op Kowtow Records in 2019. Dit eerste album, een mix van folk en elektronica, werd opgenomen in haar familiehuis in Zuid-Frankrijk, Cedars Studio. Tweetalig, ze schrijft haar teksten in het Engels en componeert haar muziek beïnvloed door het werk van Robert Wyatt, Thom Yorke, Tom Waits en Kate Bush.
In 2021 bracht ze een EP uit op Inner Ocean Records met de titel Honey Drips, in een duet met beatmaker Deheb, en zong ze op de single One Point van beatmakerskwartet La Fine Équipe. Datzelfde jaar bracht ze ook een album uit, Beamorose, op het Amerikaanse label Youngbloods, maar de Covid-19 pandemie verhinderde haar om het volledig te promoten.
Na in Brussel en Londen te hebben gewoond, verhuisde ze in 2022 naar Brest. Daar componeerde ze een album op piano, begeleid door effecten, waarbij ze aangaf dat ze zich geen volledig akoestisch album kon voorstellen zonder deze effecten. Het werd uitgebracht in 2023, onder de naam James & June, door Parapente Records, dat afstand nam van de lo-fi-geluiden van haar eerdere creaties.

## Discografie

### Albums
- 2017: Down the Habit Hole
- 2019: Antelope
- 2021: Honey Drips
- 2021: Youngbloods
- 2023: James & June